# Viktoria av Sachsen-Coburg-Saalfeld
Marie Luise Viktoria av Sachsen-Coburg-Saalfeld, född 17 augusti 1786 i Coburg, död 16 mars 1861 på Frogmore House i Windsor, var en furstinna av Leiningen 1814–1818 genom sitt första äktenskap och kunglig brittisk hertiginna av Kent genom det andra äktenskapet. Hon var mor till drottning Viktoria I av Storbritannien. Hon spelade en politisk roll i egenskap av potentiell förmyndarregent som mor till en omyndig tronföljare mellan 1830 och 1837.

## Biografi
Viktoria av Sachsen-Coburg-Saalfeld var dotter till hertig Frans Fredrik av Sachsen-Coburg-Saalfeld (1750–1806) och grevinnan Auguste Reuss Ebersdorf och Lobenstein (1757–1831). Hennes yngre bror Leopold blev Belgiens förste kung.

### Leiningen
21 december 1803 gifte hon sig i Coburg med Emich Carl av Leiningen (1763–1814), vars första maka Henrietta Reuss-Ebersdorf var hennes moster. De fick två barn:
- Carl Friedrich Wilhelm Emich (1804–1856)
- Feodora (1807–1872)

Efter makens död var hon regent för sin minderårige son från 1814 till 1818. 

### Storbritannien
Den 29 maj 1818 i Coburg (och återigen 11 juli 1818 på Kew Palace) gifte hon sig med Edward av Kent (1767–1820). De fick ett barn:
- Viktoria I av Storbritannien (1819–1901).

#### Presumtiv regent
Som änka residerade hertiginnan av Kent på Kensington Palace. Viktoria beslöt att stanna i England hellre än att återvända till Tyskland, i syfte att hävda sin dotters tronanspråk. Hon ansökte om ekonomiskt stöd av parlamentet. Hennes dotter var fortfarande dock endast nummer tre i tronföljden, efter Georg IV och sina två farbröder, som alla var barnlösa, och hon fick därför endast ett mindre underhåll. 
År 1831 blev dottern tronföljare och Viktorias bror Leopold Belgarnas kung, vilket ökade underhållet då man inte ville ha en tronföljare beroende av stöd från en utländsk monark. Viktoria blev som förmyndare av en minderårig tronföljare presumtiv tillfällig regent, ifall dottern skulle ärva tronen före sin myndighetsdag. Hon hade en nära relation till sin irländske sekreterare John Conroy, som sades vänta sig inflytande i en eventuell förmyndarregering.
Viktoria hade en dålig relation till kung Vilhelm IV, som hon ansåg som en liderlig tölp. Hon pikade honom för hans utomäktenskapliga barn och tog i anspråk de rum som var reserverade för honom i Kensington Palace. Hon begränsade också hans umgänge med dottern så mycket hon kunde. År 1836 kom det till ett öppet gräl vid en stor middag på Windsor Castle, där Vilhelm IV uttryckte sin förhoppning att han inte skulle dö förrän Victoria var myndig, så att hennes mor aldrig skulle kunna bli regent.

#### Senare liv
Dottern bröt med henne vid sin tronbestigning 1837 efter att modern försökt tvinga henne att utnämna Conroy till sin privatsekreterare. Vid födseln av hennes dotterdotter Viktoria och avskedandet av baronessan Lehzen och efter övertalning av svärsonen Albert, efter att Conroy lämnat England, blev hon återigen välkomnad till dotterns hov (1840). Efter detta ska hon efter hand ha haft en nära relation till dottern och beskrivs som en tillgiven mormor.
Viktoria residerade i många år på Frogmore House, nära Windsor Castle. Drottning Viktoria sägs ha tagit moderns död hårt.

## Bildgalleri

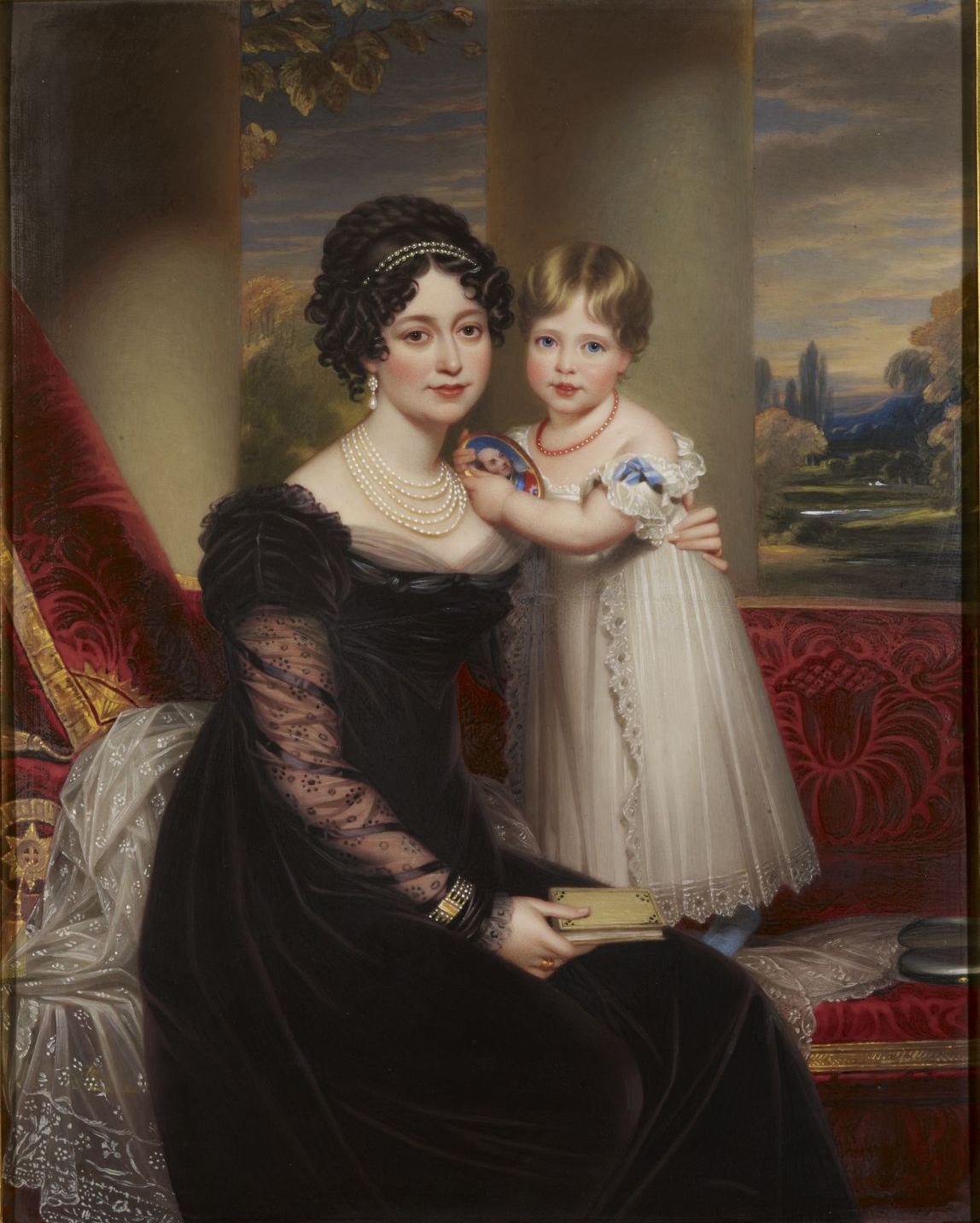
Viktoria av Sachsen-Coburg-Saalfeld med sin dotter Viktoria ca 1821.
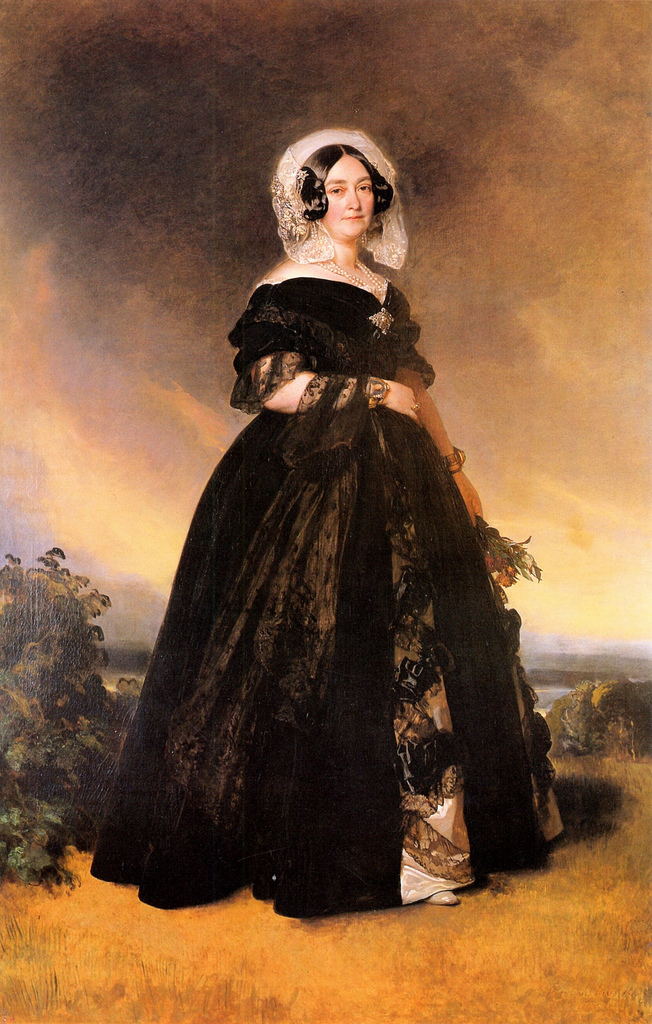
Viktoria av Sachsen-Coburg, hertiginna av Kent ca 1845.
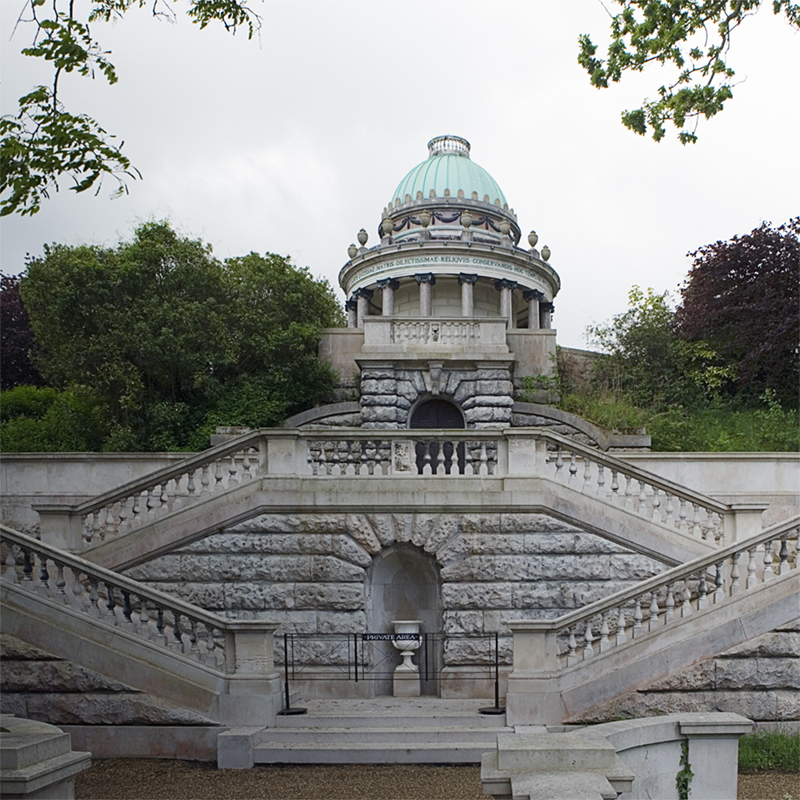
Hertiginnan av Kents mausoleum i Frogmore.